# Couvent des Bernardines de Marseille
Pour les articles homonymes, voir Couvent des Bernardines.
Le couvent des Bernardines est un ancien couvent de Marseille qui abritait une communauté de religieuses, les bernardines réformées.

## Localisation
Le couvent des Bernardines était situé près du Vieux-Port, boulevard Garibaldi et place du Lycée dans le 1er arrondissement de Marseille.

## Historique

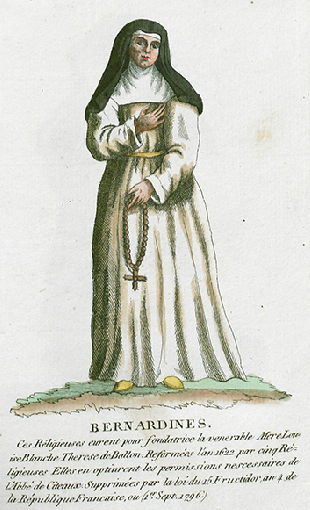
Bernardine.

Dès 1639, les bernardines réformées s'installent dans un couvent situé quai de Rive-Neuve sur le domaine du Jardin du Roi qui s’étendait entre le cours Honoré-d'Estienne-d'Orves, la rue neuve-Sainte-Catherine, la rue du Chantier et le Vieux-Port. Celui-ci attire rapidement l'intérêt de la noblesse locale comme en témoigne l'histoire de la famille de Forbin dont 3 jeunes membres intègrent le monastère avant 1645 dont d'Etiennette de la Barben, fille de Gaspard gouverneur de Toulon et maréchal de camp.
En 1746, expulsée par la construction de l'Arsenal, la communauté doit s'expatrier pour reconstruire au delà de la porte de Noailles. Les travaux sont confiés à Baltasar Dreveton, un architecte marseillais et le maître d'œuvre est Jean-Michel Verdiguier. Les bernardines s'installent dans ce nouveau bâtiment le 20 août 1751.
Lorsque la Révolution éclate il n'y a que quarante religieuses dans le couvent. Le prieuré devient alors propriété nationale. La loi du 1er mai 1802 décide de la création de quarante-cinq lycées en France ; le troisième à ouvrir, le 22 décembre 1802, occupe les bâtiments de l’ancien couvent. Sous Napoléon III, le lycée est appelé « Lycée Impérial » puis prend en 1930 le nom de lycée Thiers en référence à Adolphe Thiers.

## Architecture et description
La réalisation du couvent et de sa chapelle est due à l’architecte Pierre-Paul Bruand puis au marseillais Baltasar Dreveton. La décoration de celle-ci est du sculpteur Jean-Michel Verdiguier et l’autel, mis en place en 1755, celle du maître-marbrier Dominique Fossati. C’est aujourd’hui le maître-autel de l’église Saint-Cannat ou des Prêcheurs.
La chapelle, dite « des Bernardines », édifiée en 1743, fait l’objet d’un classement au titre des monuments historiques depuis le 31 juillet 1952. Elle abrite aujourd'hui le théâtre du même nom alors que le lycée Thiers est en partie implanté dans les bâtiments couventuels.

## Filiation et dépendances
Le couvent de Marseille est fille de Rumilly.